# Quadrants i regions de l'abdomen

Regions i quadrants de l'abdomen

L'abdomen humà està dividit en quadrants i regions per anatomistes i metges amb finalitats d'estudi, diagnòstic i tractament. Aquestes divisions permeten localitzar el dolor i la sensibilitat, les cicatrius, els tumors i altres elements d'interès, reduint així quins òrgans i teixits poden estar implicats.

## Quadrants
La divisió en quatre quadrants:
- El quadrant inferior esquerre inclou la fossa ilíaca esquerra i la meitat del flanc. Dit d'altre forma: des del pla umbilical fins al lligament inguinal esquerre. L'equivalent en altres animals és el quadrant posterior esquerre.
- El quadrant superior esquerre s'estén des del pla umbilical fins a la caixa toràcica esquerra. Aquest és el quadrant anterior esquerre en altres animals.
- El quadrant superior dret s'estén des del pla umbilical fins a la caixa toràcica dreta. L'equivalent en altres animals és el quadrant anterior dret.
- El quadrant inferior dret s'estén des del pla umbilical fins al lligament inguinal dret. Aquest en altres animals és el quadrant posterior dret.

## Regions
Es poden marcar nou regions de l'abdomen mitjançant dues línies divisòries horitzontals i dues verticals. Les línies verticals són les línies mitjanes claviculars preses des del punt mitjà de cada clavícula. La línia horitzontal superior és la línia subcostal presa de les parts inferiors dels cartílags costals més baixos. La línia horitzontal inferior és la línia intertubercular que connecta els tubercles de la pelvis.
Les tres regions principals situades al centre són la regió epigàstrica, la regió umbilical i la regió hipogàstrica també coneguda com a regió púbica.
Als costats de l'abdomen les altres sis regions són les regions hipocondríaques esquerra i dreta, a banda i banda de l'epigastri; les regions del flanc lumbar esquerre i dret, a banda i banda de la regió umbilical, i les regions ilíaques o inguinals esquerra i dreta a banda i banda de l'hipogastri.